# رگ (خوسف)
رِک، روستایی از توابع بخش جلگه ماژان شهرستان خوسف در استان خراسان جنوبی ایران است.

## جمعیت
این روستا در دهستان قلعه زری قرار دارد و براساس سرشماری مرکز آمار ایران در سال ۱۳۸۵، جمعیت آن ۲۳ نفر (۱۳ خانوار) بوده‌است.